# Mikroregion Cerhovicko
Mikregion Cerhovicko je dobrovolný svazek obcí podle zákona v okresu Beroun, jeho sídlem jsou Cerhovice a jeho cílem je rozvoj mikroregionu a ochrana životního prostředí. Sdružuje celkem 5 obcí a byl založen v roce 2000.

## Obce sdružené v mikroregionu
- Cerhovice
- Újezd
- Záluží
- Drozdov
- Osek